# Piranha Games
Piranha Games Inc. es un desarrollador de videojuegos canadiense con sede en Vancouver, Columbia Británica. La empresa fue fundada por Russ Bullock, presidente y productor ejecutivo, y Bryan Ekman, vicepresidente y director creativo. Piranha Games es uno de los desarrolladores de juegos más antiguos del área de Vancouver y actualmente se encuentra en el International Village Mall en el área de Chinatown. El 25 de noviembre de 2020, Piranha Games firmó un acuerdo para ser adquirida por Enad Global 7.

## Historia
Durante el otoño de 1999, tres empresarios, Bullock, Ekman y Jason Holtslander, se propusieron crear un mod de Half-Life llamado Die Hard: Nakatomi Plaza (DH:NP). Después de trabajar juntos durante unos meses, el equipo recibió una carta de Fox Interactive que solicitaba que todo el trabajo en el mod cesara y desistiera. Los tres utilizaron este evento como catalizador para perseguir sus sueños de iniciar un nuevo estudio de desarrollo y convertir Die Hard: Nakatomi Plaza en un producto completo para la plataforma de PC.
Piranha Games Inc. fue fundada oficialmente a principios de 2000 por Bullock, Ekman y Holtslander, con una inyección inicial de financiación privada. Después de un período de 8 meses de creación de demostraciones para Fox Interactive, se llegó a un acuerdo en agosto de 2000 y Die Hard: Nakatomi Plaza estaba oficialmente en producción.

### Primeros años
El trabajo comenzó en serio en DH:NP a mediados de agosto de 2000. El equipo duplicó su tamaño de seis desarrolladores a doce y se mudó a su nueva oficina en el centro de Vancouver. La producción en DH:NP avanzó de manera constante durante el invierno y en 2001 en preparación para el E3 2001. Después de una presentación modesta en el E3, DH:NP continuó su desarrollo, apuntando a una fecha de lanzamiento en otoño. Crujiendo duro durante los siguientes 6 meses, con el equipo agotado y la propiedad en desacuerdo entre sí, la fecha de lanzamiento del juego se deslizó hasta la primavera de 2002. Durante el verano y el otoño de 2001, Jason Holtslander fue comprado por los directores restantes.
Con la partida de Holtslander, Piranha reenfocó su energía para terminar DH:NP y expandir el negocio al espacio informal a través de la creación de una nueva etiqueta y compañía llamada Jarhead Games. En la primavera de 2002 se lanzó DH:NP.
En el verano de 2005, Piranha Games comenzó a trabajar en un título de próxima generación no anunciado que luego se reveló como un nuevo juego de Mechwarrior. En la primavera de 2007, Piranha Games fue contratada para trabajar en EA Playground para Nintendo DS y Medal of Honor: Heroes 2 para PSP. Piranha Games también ha trabajado con Gearbox Software para desarrollar las versiones para PS3 y Xbox 360 de Duke Nukem Forever, junto con el componente multijugador.
En 2011, después de no poder trabajar con los antiguos titulares de derechos Smith & Tinker para financiar un nuevo juego de MechWarrior, Piranha Games les compró los derechos de la serie.
Después de un largo período sin noticias sobre el nuevo juego MechWarrior, Piranha anunció que el juego, después de algunos 'comienzos en falso', se había convertido en MechWarrior Online y se había transformado en un MMO basado en mech . MechWarrior Online finalizó la fase de beta cerrada en 2012 y se lanzó oficialmente después de una beta abierta en el otoño de 2013 con críticas mediocres de los críticos y una mala recepción entre los fanáticos de la franquicia.

### Actual
PGI continúa el desarrollo iterativo en vivo de Mechwarrior Online. El 5 de diciembre de 2016, Piranha anunció el desarrollo de MechWarrior 5: Mercenaries, un título sandbox de compra única para la franquicia que usa el motor Unreal 4, con una demostración jugable que se lanzará en el evento anual Mech-Con de Vancouver de la compañía. en diciembre de 2017 y el lanzamiento completo se reprogramó para septiembre de 2019 (originalmente en diciembre de 2018).
El 25 de julio de 2019, se anunció que MechWarrior 5: Mercenaries se retrasaría nuevamente con una fecha de lanzamiento del 10 de diciembre de 2019. El juego también sería exclusivo de Epic Games Store por 1 año. Aunque también fue lanzado para Xbox Game Pass

## Juegos desarrollados
- MechWarrior 5: Mercenaries (Windows)
- Bass Pro Shops: The Strike (Xbox 360, Wii, Windows)
- Duke Nukem Forever (Windows, Xbox 360, PS3) - multijuador y ports de consola[5]
- MechWarrior Online (Windows)
- Die Hard: Nakatomi Plaza (Windows)
- EA Playground (Nintendo DS)
- Medal of Honor: Heroes 2 (PSP)
- Need for Speed: Undercover (PSP)
- Transformers: Revenge of the Fallen (Windows, Xbox 360, PS3)
- Bass Pro Shops: The Hunt (Xbox 360, Wii, PC)

### Jarhead Games
- Elite Forces: Navy SEALs (Windows)
- CTU: Marine Sharpshooter (Windows)
- Elite Forces: Navy SEALs - Weapons of Mass Destruction (Windows)
- Western Outlaw: Wanted Dead or Alive (Windows)
- Marine Sharpshooter II: Jungle Warfare (Windows)
- World War II: Sniper - Call to Victory (Windows)
- Army Ranger: Mogadishu (Windows)
- Outlaw Chopper (Windows)
- DMZ: North Korea (Windows)
- NRA Gun Club (PlayStation 2)
- Bass Pro Shops: Trophy Hunter 2007 (Windows, Xbox)
- Marine Sharpshooter 3 (Windows)